# Enrique Zañartu Prieto

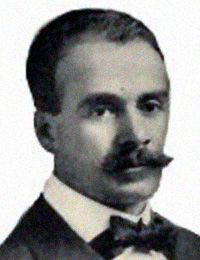
Enrique Zañartu Prieto

Enrique Zañartu Prieto (* 25. Dezember 1881 in Santiago de Chile; † 8. Februar 1943 ebenda) war ein chilenischer Politiker.

## Leben
Enrique Zañartu Prieto, Sohn des Politikers Manuel Zañartu Zañartu sowie Neffe des Politikers Aníbal Zañartu, absolvierte nach dem Besuch des Instituto Nacional, Literario, Económico, Civil y Eclesiástico del Estado de Chile sowie des Liceo de Aplicación ein Studium der Rechtswissenschaften an der Universidad de Chile. Im Nationalkongress (Congreso Nacional) war er für die Partido Liberal Democrático zunächst zwischen 1906 und 1918 Mitglied der Abgeordnetenkammer (Cámara de Diputados). Während der Amtszeit von Ramón Barros Luco, der von 1910 bis 1915 das Amt des Staatspräsidenten bekleidete, war er zwischen 1911 und 1912 sowie erneut von 1913 bis 1914 Minister für Industrie, öffentliche Arbeiten und Eisenbahnen (Ministro de Industria, Obras Públicas y Ferrocarriles).
In der darauf folgenden Regierung von Juan Luis Sanfuentes, der von 1915 bis 1920 Staatspräsident war, fungierte Zañartu Prieto zwischen 1916 und 1917 als Innenminister (Ministro del Interior). Er gehörte zwischen 1918 und 1932 dem Senat (Senado) als Mitglied an. In der ersten Regierung von Staatspräsident Arturo Alessandri Palma war er zwischen dem 20. Juli und dem 5. September 1924 erstmals Finanzminister (Ministro de Hacienda). Das Amt des Finanzministers hatte er vom 16. Juni bis zum 16. August 1932 auch in der Regierung von Staatspräsident Carlos Dávila Espinoza inne. Bei der Präsidentschaftswahl vom 30. Oktober 1932 kandidierte er schließlich selbst für das Amt des Staatspräsidenten. Er belegte nach Arturo Alessandri von der Partido Liberal (187.914 Stimmen, 54,79 Prozent), Marmaduke Grove Vallejo von der Nueva Acción Pública (60.856 Stimmen, 17,74 Prozent) und Héctor Rodríguez de la Sotta von der Partido Conservado (47.207 Stimmen, 13,76 Prozent) mit 42.885 Stimmen (12,50 Prozent) jedoch nur den vierten Platz, während Elías Lafertte Gaviño von Partido Comunista de Chile mit 4.128 Stimmen (1,2 Prozent) abgeschlagen Fünftplatzierter wurde.

## Weblink
- Eintrag in Rulers

| Personendaten    | Personendaten           |
| ---------------- | ----------------------- |
| NAME             | Zañartu Prieto, Enrique |
| KURZBESCHREIBUNG | chilenischer Politiker  |
| GEBURTSDATUM     | 25. Dezember 1881       |
| GEBURTSORT       | Santiago de Chile       |
| STERBEDATUM      | 8. Februar 1943         |
| STERBEORT        | Santiago de Chile       |